# Sc Heerenveen in het seizoen 2020/21 (vrouwen)
Het seizoen 2020/2021 was het 14e jaar in het bestaan van de Heerenveense vrouwenvoetbalclub sc Heerenveen. De club kwam uit in de Eredivisie en eindigde op de vijfde plaats. In het toernooi om de KNVB beker reikte de ploeg tot de kwartfinale. Hierin was Ajax te sterk met 2–1. De Eredivisie Cup werd afgesloten op de zesde plaats.

## Wedstrijdstatistieken

### Eredivisie
|       | ADO Den Haag | Ajax  | Alkmaar | Excelsior | PEC Zwolle | PSV   | FC Twente |
| ----- | ------------ | ----- | ------- | --------- | ---------- | ----- | --------- |
| Thuis | 3 – 3        | 1 – 2 | 3 – 2   | 3 – 0     | 0 – 1      | 1 – 2 | 2 – 6     |
| Uit   | 3 – 1        | 1 – 1 | 4 – 3   | 0 – 2     | 1 – 1      | 2 – 0 | 3 – 0     |

#### Plaatseringsgroep
|       | Alkmaar | Excelsior | PEC Zwolle |
| ----- | ------- | --------- | ---------- |
| Thuis | 2 – 1   | 1 – 1     | 1 – 0      |
| Uit   | 3 – 3   | 2 – 3     | 1 – 1      |

### KNVB beker
| Kwartfinale                                                             | sc Heerenveen     | 1 – 2 (0 – 1) | AFC Ajax                                         |
| 5 februari 2021 Aanvangstijd: 19.30 uur Plaats: Heerenveen Skoatterwâld | Tiny Hoekstra 57' |               | 42' Marjolijn van den Bighelaar 67' Nikita Tromp |

### Eredivisie Cup
| Eerste ronde                                 | ADO Den Haag                                                         | 2 – 0 (0 – 0) | sc Heerenveen                                                           |
| Plaats: Den Haag Cars Jeans Stadion          | Eline Koster 51' Anne Sellies 84'                                    |               |                                                                         |
| Tweede ronde                                 | sc Heerenveen                                                        | 3 – 1 (2 – 0) | VV Alkmaar                                                              |
| Plaats: Nieuwehorne Sportcomplex Nieuwehorne | Eef Kerkhof 8' Francisca Cardoso 18' Kirsten van de Westeringh 90+4' |               | 89' Chimera Ripa                                                        |
| Derde ronde                                  | Excelsior                                                            | 3 – 4 (2 – 2) | sc Heerenveen                                                           |
| Plaats: Rotterdam Woudestein                 | Daniëlle Noordermeer 11' Marthe van Erk 21', 59'                     |               | 31', 90', 90+3' Tiny Hoekstra 45+1' Alieke Tuin                         |
| Vierde ronde                                 | sc Heerenveen                                                        | 1 – 3 (0 – 2) | Ajax                                                                    |
| Plaats: Heerenveen Skoatterwâld              | Tiny Hoekstra 64'                                                    |               | 22' Liza van der Most 27' Marjolijn van den Bighelaar 77' Lucie Voňková |
| Vijfde ronde                                 | sc Heerenveen                                                        | 3 – 4 (1 – 1) | VV Alkmaar                                                              |
| Plaats: Heerenveen Skoatterwâld              | Kelly Zeeman 6' Kirsten van de Westeringh 61', 84'                   |               | 28' Sanne Koopman 66' Maudy Stoop 73' Emmeke Henschen 80' Simone Hand   |

## Statistieken sc Heerenveen 2020/2021

### Eindstand sc Heerenveen in de Nederlandse Eredivisie Vrouwen 2020 / 2021
| Stand | Gespeeld | Gewonnen | Gelijk | Verloren | Punten | Doelpunten voor | Doelpunten tegen | Gele kaarten | Rode kaarten |
| ----- | -------- | -------- | ------ | -------- | ------ | --------------- | ---------------- | ------------ | ------------ |
| 6e    | 14       | 3        | 3      | 8        | 12     | 21              | 30               | 11           | 0            |

### Tussenstand sc Heerenveen in de plaatseringsgroep 5–8 2020 / 2021
| Stand | Gespeeld | Gewonnen | Gelijk | Verloren | Punten | Doelpunten voor | Doelpunten tegen | Gele kaarten | Rode kaarten |
| ----- | -------- | -------- | ------ | -------- | ------ | --------------- | ---------------- | ------------ | ------------ |
| 5e    | 6        | 3        | 3      | 0        | 18     | 11              | 8                | 5            | 0            |

### Topscorers
| #      | Naam                      | Goal |
| ------ | ------------------------- | ---- |
| 1.     | Nikée van Dijk            | 7    |
| 2.     | Kirsten van de Westeringh | 6    |
| 3.     | Francisca Cardoso         | 4    |
| 4.     | Roos van der Veen         | 3    |
| 5.     | Williëne ter Beek         | 2    |
| 5.     | Tiny Hoekstra             | 2    |
| 7.     | Samantha Dewey            | 1    |
| 7.     | Elze Huls                 | 1    |
| 7.     | Jet van der Veen          | 1    |
| 7.     | Zoï van de Ven            | 1    |
| Totaal | Totaal                    | 32   |

| #      | Naam          | Goal |
| ------ | ------------- | ---- |
| 1.     | Tiny Hoekstra | 1    |
| Totaal | Totaal        | 1    |

| #      | Naam                      | Goal |
| ------ | ------------------------- | ---- |
| 1.     | Tiny Hoekstra             | 4    |
| 2.     | Kirsten van de Westeringh | 3    |
| 3.     | Francisca Cardoso         | 1    |
| 3.     | Eef Kerkhof               | 1    |
| 3.     | Alieke Tuin               | 1    |
| 3.     | Kelly Zeeman              | 1    |
| Totaal | Totaal                    | 11   |

### Kaarten
| #      | Naam                      | Kreeg geel |
| ------ | ------------------------- | ---------- |
| 1.     | Danique van Ginkel        | 4          |
| 2.     | Jamie Altelaar            | 3          |
| 3.     | Francisca Cardoso         | 2          |
| 3.     | Roos van der Veen         | 2          |
| 5.     | Williëne ter Beek         | 1          |
| 5.     | Nayomi Buikema            | 1          |
| 5.     | Charetha Okken            | 1          |
| 5.     | Zoï van de Ven            | 1          |
| 5.     | Kirsten van de Westeringh | 1          |
| Totaal | Totaal                    | 16         |

| #      | Naam           | Kreeg voor de tweede keer geel en dus rood |
| ------ | -------------- | ------------------------------------------ |
| –      | Geen speelster | 0                                          |
| Totaal | Totaal         | 0                                          |

| #      | Naam           | Weggestuurd |
| ------ | -------------- | ----------- |
| –      | Geen speelster | 0           |
| Totaal | Totaal         | 0           |

## Voetnoten
ADO Den Haag · 
Ajax · 
VV Alkmaar · 
Excelsior · 
sc Heerenveen · 
PEC Zwolle · 
PSV · 
FC Twente